# Batalla de Inverlochy (1645)
La Batalla de Inverlochy tuvo lugar el 2 de febrero de 1645 durante las Guerras de los Tres Reinos, cuando una fuerza realista formada por Highlanders y Confederados irlandesas mandada por el general James Graham, marqués de Montrose, derrotó y destruyó gran parte de las fuerzas perseguidoras lideradas por Archibald Campbell. marqués de Argyll, que había acampado bajo los muros del castillo de Inverlochy .
Después de ser investigada, el área fue designada como campo de batalla por Escocia histórica en 2011.

## Contexto
Después de que el Comité de Estados Escocés controlado por los Covenanters decidiera intervenir en la Guerra Civil Inglesa del lado parlamentario, el partido realista trató de obligar a las fuerzas de los Covenanters en Escocia para evitar que actuaran en Inglaterra. Carlos I ya había encargado a Montrose, un antiguo signatario descontento del Pacto, que organizara la oposición realista en Escocia. El proyecto recibió impulso cuando la Irlanda confederada, a instancias del conde de Antrim y el duque de Ormond, ayudó a los realistas enviando 2.000 veteranos a Escocia bajo el mando de Alasdair Mac Colla, pariente de Antrim. Los irlandeses desembarcaron en Ardnamurchan, en la costa oeste, a principios de julio de 1644.
Montrose y un pequeño número de realistas se unieron a Mac Colla en agosto. Para entonces, el Comité de Estados había enviado un ejército contra ellos, bajo el mando general de William Baillie. Montrose, sin embargo, obtuvo victorias inesperadas contra las tropas gubernamentales en Tippermuir y Aberdeen en septiembre. Luego se retiró a las Tierras Altas, perseguido por el Marqués de Argyll, jefe del Clan Campbell y una de las figuras clave del Comité de Estados, mientras el ejército principal de Baillie bloqueaba el camino de Montrose hacia el este. A finales de noviembre, los realistas habían reclutado a otros 1.000 reclutas, en su mayoría miembros del clan Donald . Durante el invierno llevaron a cabo una feroz campaña de incendios y saqueos dirigida en gran medida contra las tierras del propio Argyll, que culminó con el saqueo de Inveraray. Montrose salió de Inveraray el 14 de enero de 1645 y se dirigió al norte. Se cree que dividió su ejército en Glen Etive y envió parte al otro lado del Ballachulish, mientras que la mayor parte continuó a través de Rannoch Moor, hacia Glencoe .
Baillie y Argyll creían que la fuerza de Montrose quedaría atrapada o se dispersaría en cuanto se comprobara la dificultad de abastecimiento en las Tierras Altas en invierno. De hecho, a finales de enero, Montrose se había detenido en Kilchummin en Great Glen, casi sin suministros y con menos de 2.000 hombres debido a las enfermedades y deserciones entre los montañeses, que estaban ansiosos por regresar a casa con su botín. En Kilchummin se enteró de que un gran contingente de soldados del norte al mando del conde de Seaforth bloqueaba la ruta hacia el norte en Inverness, mientras que Argyll -con una fuerza formada por su propio regimiento, ocho compañías de infantería de las tierras bajas enviadas por Baillie y un gran número de soldados del clan Campbell- estaba acampado al sur de su posición, en Inverlochy. Más al sur, Baillie y Sir John Urry estaban reuniendo más tropas. Los realistas estaban ahora efectivamente atrapados.

## La marcha de flanco

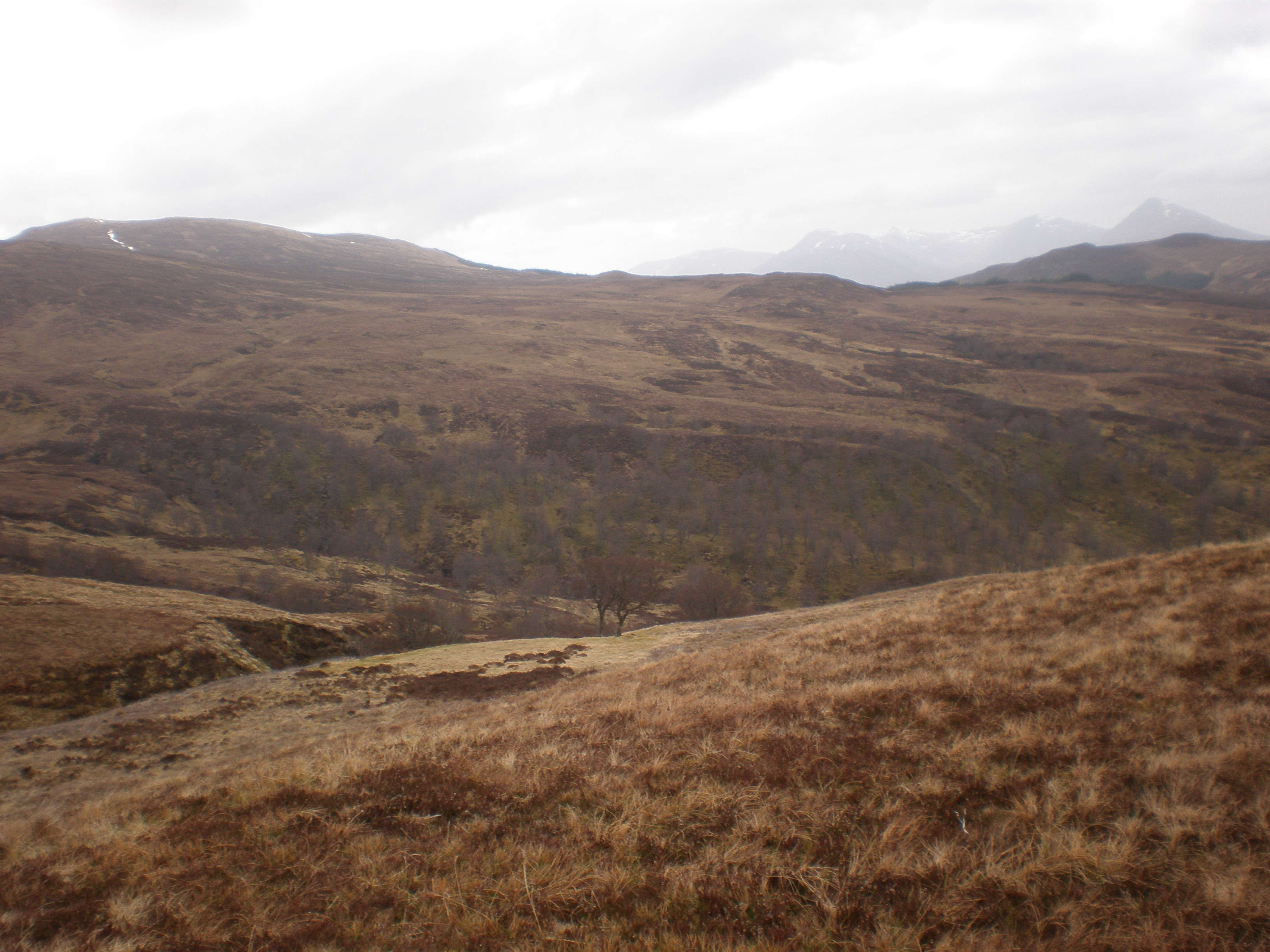
El curso de agua que va desde Glen Buck hasta la colina de Carn na Larach. Los hombres de Montrose pasaron por este terreno, en invierno, camino de Inverlochy.

Montrose decidió afrontar la amenaza marchando hacia el sur y atacando a Argyll. Es posible que eligiera este rumbo porque los hombres de Argyll ahora amenazaban las tierras de varios de los principales partidarios de Montrose. Sin embargo, se dio cuenta de que rápidamente se detectaría un acercamiento frontal, por lo que tomó decidió flanquear al enemigo durante el invierno, a través de algunos de los terrenos más duros y salvajes de las islas británicas, con nieve hasta las rodillas en varios tramos. Los realistas remontaron primero el río Tarff hasta Glen Buck a través de Culachy, y cruzaron el desfiladero de Calder Burn para llegar a la cabecera de la cañada, a 1000 pies sobre el nivel del mar. Luego ascendieron otros 1000 pies hasta Carn na Larach, antes de descender por Glen Turret y Glen Roy hasta Keppoch, donde la vanguardia descansó durante unas tres horas en un granero mientras la fuerza principal los alcanzaba.
Después de vadear el Spean y cruzar los bosques de Leanachan, emergieron por las laderas de Ben Nevis sobre Inverlochy en las primeras horas del día de la Candelaria, el 2 de febrero; Habían marchado 36 millas en 36 horas.

## La batalla
El ejército de Montrose pernoctó al aire libre junto al Ben Nevis. Argyll sabía que una pequeña fuerza estaba operando en el área, habiendo sido alertado por piquetes expulsados desde Keppoch por la vanguardia realista. Sin embargo, no sabía que se enfrentaba a todo el ejército real. Justo antes del amanecer del 2 de febrero de 1645, Argyll y sus comandantes quedaron consternados ante lo que tenían ante ellos. Hasta donde sabían, Montrose tendría que estar 30 millas al norte.

### Orden de batalla y despliegues
- Realistas (James Graham, primer marqués de Montrose)[5]
  - Brigada irlandesa Alasdair MacColla
    - Regimiento de Thomas Laghtnan (400 hombres)
    - Regimiento de Manus O'Cahan (200)
    - Regimiento de James McDonnell (200)

  - MacDonald, Cameron y otros clanes (c.500)
  - Regimiento de Patrick Graham de Inchbrackie (200)
  - Caballería de Sir Thomas Ogilvie (50)
- Covenanter (Sir Duncan Campbell, segundo baronet de Auchinbreck)[5]
  - Regimiento del Marqués de Argyll (500)
  - Tropas del clan Campbell (c.1000)
  - Batallón del Ten. Coronel Laghlan Roughe (200)
  - Batallón del Ten. Coronel John Cockburn (200)

Argyll no se quedó a la batalla, con el brazo lesionado por una caída del caballo, y se retiró a su galera anclada en Loch Linnhe. El mando de las fuerzas gubernamentales quedó en manos de su pariente Sir Duncan Campbell de Auchinbreck, descrito por Robert Baillie como "un soldado valiente, pero muy cruel". Auchinbreck era un veterano experimentado recién regresado de la guerra en Irlanda y considerado como el mejor soldado del Clan Campbell.
Auchinbreck alineó sus fuerzas con el ala izquierda anclada en el castillo de Inverlochy, que reforzó con 200 mosqueteros para proteger el flanco. En el centro colocó el regimiento de Argyll, con una vanguardia comandada por Gillespie, hijo del Laird de Bingingeahds. En los flancos colocó las 8 compañías de la milicia de las Tierras Bajas enviadas por Baillie, al mando de Roughe y Cockburn, mientras que la retaguardia la formaba una reserva de hombres del clan Campbell comandadas por los terratenientes de Lochnell y Rarra, junto con dos piezas de artillería ligera. A diferencia de Tippermuir y Aberdeen, donde Montrose había aniquilado a milicias reclutadas apresuradamente y mal entrenadas, muchas de las tropas a las que se enfrentó en Inverlochy eran veteranos de las guerras en Inglaterra e Irlanda. Montrose alineó su ejército con sólo dos líneas de profundidad para evitar ser flanqueado, colocando a los miembros del clan, bajo su mando personal en el centro, y alos irlandeses en los flancos, MacColla en la izquierda y O'Cahan en la derecha. [2] Una pequeña tropa de caballería ligera, dirigida por Sir Thomas Ogilvie de Airlie, protegió el estandarte realista.

### Ataque de Montrose
La lucha no comenzó de inmediato, sino que estallaron escaramuzas a lo largo de las líneas. Posiblemente esto se debió a que Montrose quería hostigar a los hombres de Argyll para asegurarse de que no se escaparan, mientras ocultaba su propia presencia y el tamaño total de su ejército. Auchinbreck y sus oficiales pensaron que sólo estaban luchando contra uno de los lugartenientes de Montrose, creyendo que todavía estaba muy arriba en la cañada. Wishart, el biógrafo de Montrose, afirmó que solo se dieron cuenta de que Montrose y su caballería estaban presentes al escuchar las trompetas utilizadas como señal de ataque. Justo antes del amanecer, comenzó la batalla.
Los hombres de O'Cahan avanzaron primero, seguidos por MacColla. Los irlandeses cayeron rápida y violentamente sobre los flancos. Montrose, en su carta sobre la batalla, afirmó que se apresuraron a "empujar con pica y a fuerza de espada". Los irlandeses derribaron las dos alas, exponiendo el centro de Auchinbreck. Montrose luego lanzó a los highlanders contra el regimiento de Argyll y los miembros del clan Campbell; Cuando la primera línea fue empujada hacia la segunda, esta última entró en pánico y se rompió. Algunos miembros de la infantería de las Lowlands que formaban la izquierda de Auchinbreck intentaron retirarse al castillo, pero fueron bloqueados por la caballería realista de Ogilvie y empujados hacia el lago. Auchinbreck recibió un disparo en el muslo mientras intentaba reunir a sus hombres y murió poco después. El resto de Covenanters se reunieron brevemente alrededor de su estandarte, luego se separaron y huyeron. La batalla se convirtió rápidamente en una "masacre perpetrada por un grupo de clanes contra otros". Los que corrieron hacia el lago fueron masacrados, mientras que el resto intentó escapar a las colinas. La pequeña guarnición del castillo de Inverlochy se rindió sin luchar.
Como era común en la época, la mayoría de las bajas ocurrieron durante la retirada, y las tropas derrotadas fueron perseguidas durante al menos ocho millas. En años posteriores se señalaron las tumbas de muchos de ellos en Glen Nevis. Más de 1500 Covenanters murieron, mientras que Montrose perdió muy pocos hombres, supuestamente entre cuatro y ocho, [2] siendo Sir Thomas Ogilvie la baja más significativa, al ser alcanzado por una bala perdida y falleciendo días después. Muchos nobles y pequeños terratenientes que servían bajo Argyll fueron asesinados, incluidos John Campbell de Lochnell, Colin MacDougal de Rarra y otros. El resto de oficiales fueron capturados, aunque algunos, como Cockburn, fueron puestos en libertad condicional al poco tiempo con la promesa de que no tomarían las armas contra los realistas.
Iain Lom, el bardo del clan MacDonald de Keppoch, observó la batalla desde un mirador en una ladera para escribir el poema "Là Inbhir Lochaidh" ("El día de Inverlochy").

## Consecuencias
El 11 de febrero, el Parlamento de Escocia declaró a Montrose y a 19 de sus principales seguidores, incluidos Mac Colla y Graham de Inchbrackie, culpables de alta traición en ausencia. Al día siguiente, el propio Argyll compareció ante el Parlamento, con el brazo en cabestrillo, quitando importancia a la derrota. Robert Baillie escribió más tarde que "este desastre nos asombró muchísimo. Realmente creo que si Montrose hubiera regresado ahora de esa batalla, no habría tenido oposición en las Tierras Altas [...] apenas llegó a Edimburgo. Pero Dios, en su misericordia, puso otros pensamientos en su corazón".
Montrose utilizó el conflicto para unir al clan Donald contra el clan Campbell . En muchos aspectos, la Batalla de Inverlochy fue parte tanto de la guerra de clanes entre estos dos enemigos mortales y sus aliados como de las Guerras de los Tres Reinos, y así es como se retrató en el folclore gaélico. Después de la batalla, los MacDonald persiguieron a los Campbell que huían por Lairig Mhor, que ahora es parte de West Highland Way, asesinando a los que capturaban. A unos 12 kilómetros del campo de batalla se detuvieron y erigieron una piedra conocida como Clach nan Caimbeulach o la Piedra de Campbell. Hoy en día, el lugar está marcado por un tosco mojón.

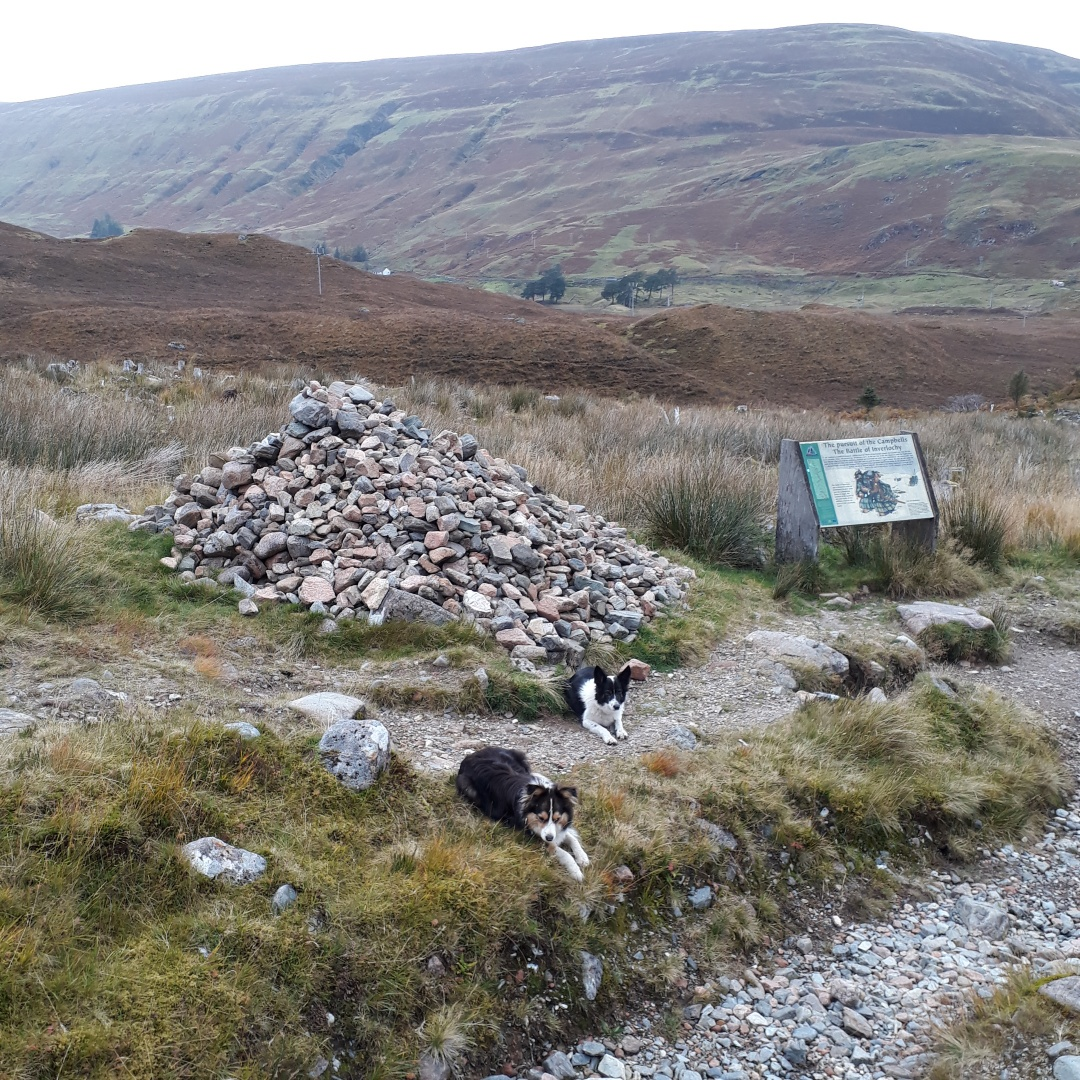
Mojón en el lugar donde los MacDonald dejaron de perseguir y matar a los Campbell después de la Batalla.

La victoria también aseguró la cooperación en la campaña de Montrose del Marqués de Huntly, del Clan Gordon, uno de los hombres más poderosos del reino gracias a sus ejércitos privados.
Las líneas generales de la batalla y la campaña realista de 1644-1645 aparecen en la novela de 1937 And No Quarter del escritor irlandés Maurice Walsh, contada desde la perspectiva de dos miembros del Regimiento de O'Cahan .

## Citas
1. 1 2 3 4 5  Historic Environment Scotland. «Battle of Inverlochy II (BTL24)». Consultado el 1 de mayo de 2017.
2. ↑  Plant, 2010.
3. ↑  Reid, 2012, p. 34.
4. 1 2  Mangianello, 2004, p. 277.
5. 1 2 3  Reid, 2012, p. 35.
6. 1 2  Napier, 1838, p. 362.
7. 1 2 3 4 5  Mangianello, 2004, p. 278.
8. ↑  Donald B. MacCulloch, Romantic Lochaber Arisaig and Morar,(Edinburgh and London: W&R Chambers, 1971),p. 5